# Змінні типу R Північної Корони

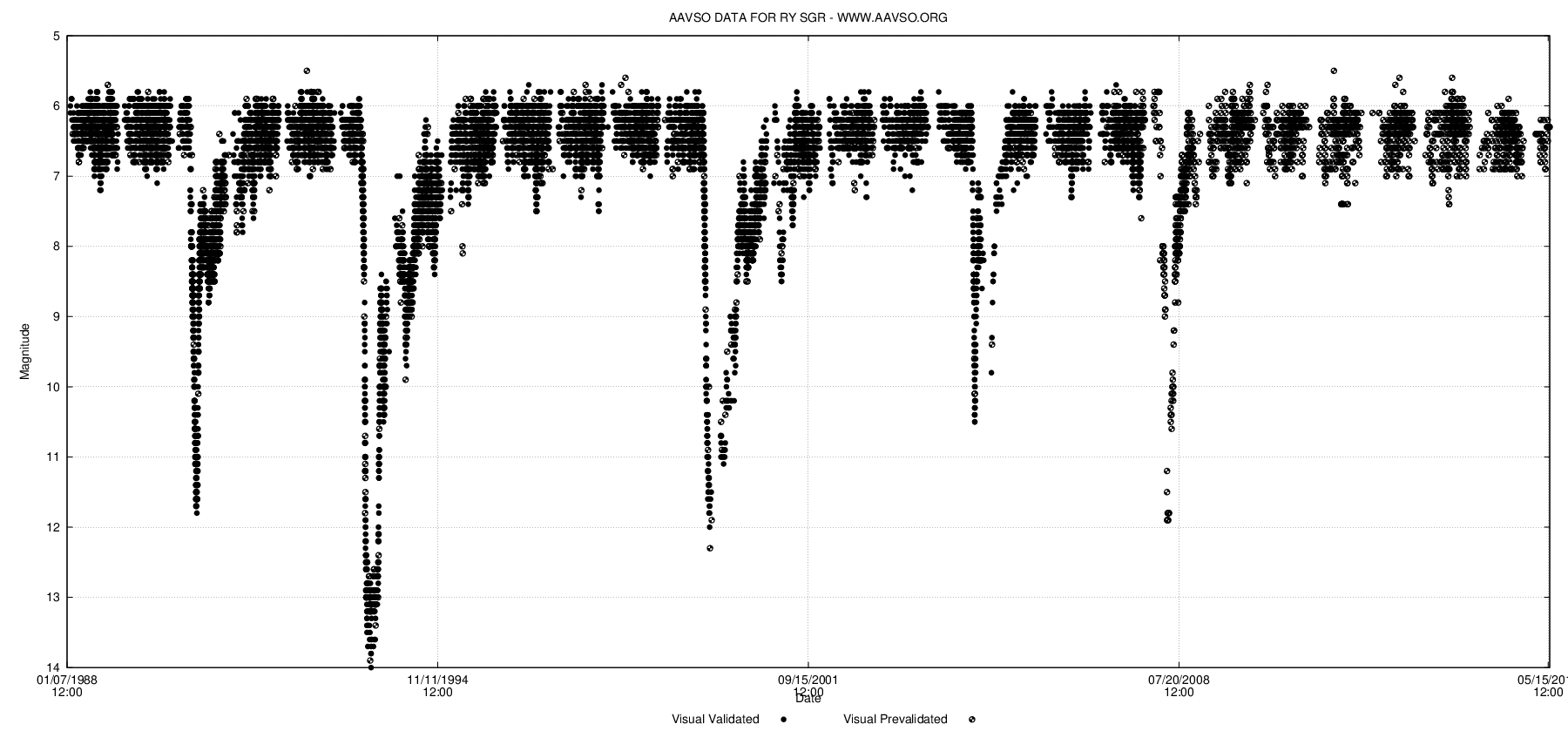
Крива яскравості у видимому світлі RY Стрільця 1988–2015 рр., яка демонструє класичну поведінку для цього типу змінних

Змінні типу R Північної Корони (RCB, RCrB) — еруптивні (вибухові) змінні зорі, які змінюють світність у двох режимах, один — пульсація з низькою амплітудою (декілька десятих зоряної величини), а другий — нерегулярне непередбачуване зниження яскравості на 1-9 зоряних величин. Прототипом є зоря R Північної Корони, відкрита англійським астрономом-аматором Едвардом Піґоттом у 1795 році, який і вперше побачив загадкове тьмяніння зорі. З того часу як змінні цього типу були класифіковані  лише бл. 100 зір, тому цей тип змінних вважається дуже рідкісним.
Вважається, що тьмяніння викликано конденсуванням вуглецю у сажу, через що зоря тьмяніє у видимому світлі, але у інфрачервоному світлі значущого зниження яскравості не відбувається. Змінні типу R Північної Корони переважно є надгігантами спектральних класів F та G (за звичкою іменовані «жовтими»), з типовими молекулярними лініями C2 та CN, характерними для жовтих надгігантів. Однак в атмосфері такої змінної недостатньо водню (коефіцієнт складає від 1 на 1 000 до 1 на 1 000 000 по відношенню до гелію та інших хімічних елементів; для порівняння, універсальне співвідношення водню до гелію становить бл. 3 до 1).

## Різноманітність
Зорі, які відносять до змінних типу R Північної Корони, досить різні. Більшість з них — надгіганти і мають спектри класу або F чи G («жовті»), або порівняно холодніший клас C-R (вуглецева зоря). Однак на цей час відомі три «блакитні» надгіганти спектрального класу B, напр. VZ Стрільця. Спектри ще чотирьох зір чомусь мають дуже мало ліній поглинання заліза. Спільними рисами для всіх зір цього типу є виражені лінії вуглецю у спектрі, виражена нестача водню в атмосфері та періодичні тьмяніння зорі.
Ще більш рідкісні змінні типу DY Персея деколи вважаються підтипом змінних типу R Північної Корони, хоча до них включають менш яскраві вуглецеві зорі асимптотичного відгалуження гігантів і ці два типи змінних можуть бути непов'язані.

## Фізика

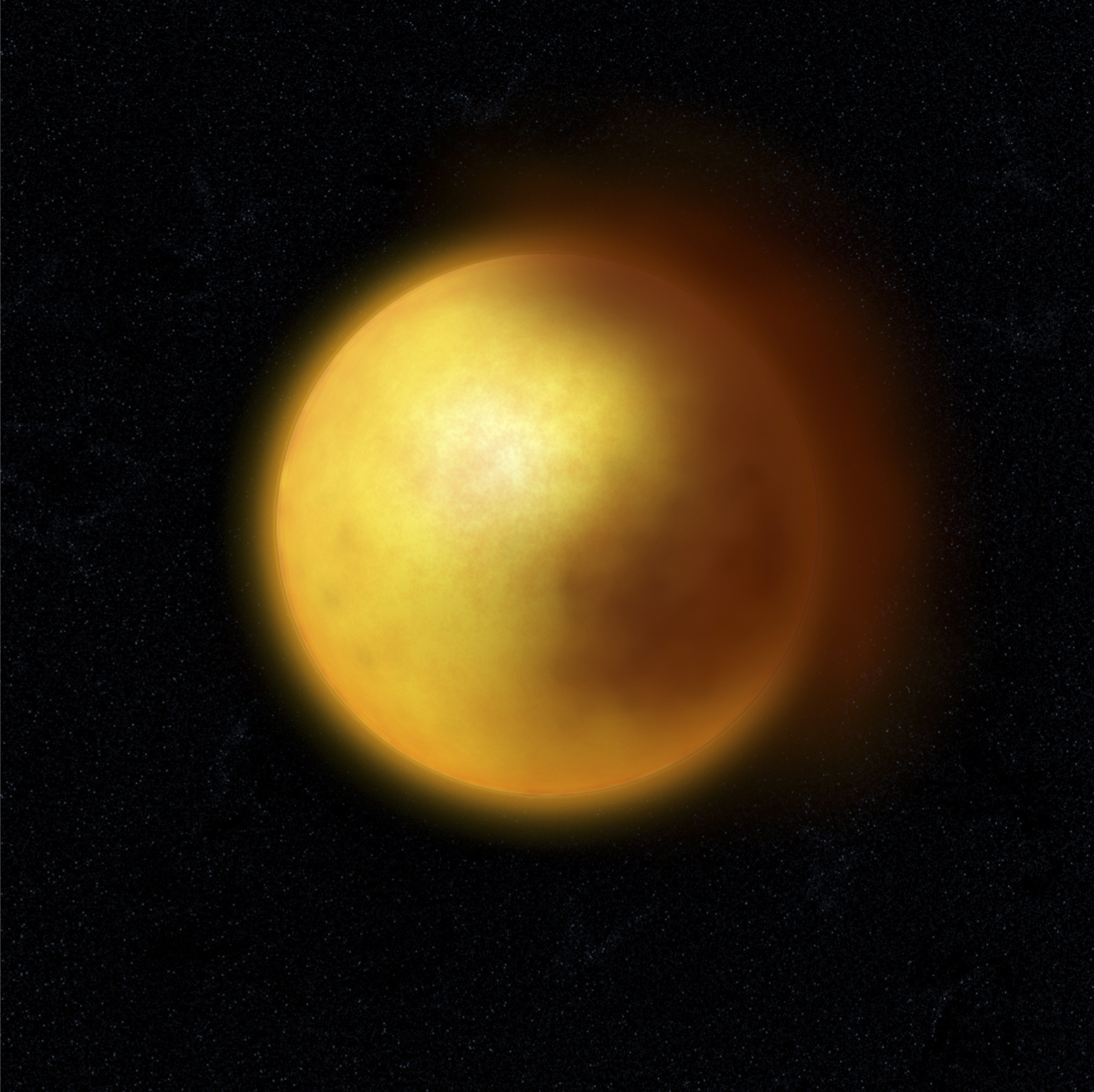
R Північної Корони в уяві художника

Для пояснення формування вуглецевого прошарку пилу довкола R Північної Корони запропоновано дві основні моделі, за однією з яких вважається, що пил формується на відстані 20 радіусів від центру зорі, а друга — що у фотосфері зорі. Обґрунтування «20 радіусів» полягає в тому, що температура конденсації вуглецю становить 1 500 K, але вона не може пояснити, чому у кривих світності цих змінних перед самим мінімумом яскравості спостерігається різке падіння, адже Модель «20 радіусів» вимагає накопичення великої кількості пилу, а отже тривале за часом.
Альтернативна теорія фотосферичного накопичення вуглецевого пилу при температурах 4 500-6 500 K (тобто вище температури конденсації вуглецю) передбачає конденсацію на ділянках ударного фронту з низьким тиском (які спостерігались в атмосфері RY Стрільця), що дозволяє локальне охолодження і формування вуглецевого пилу.
Не має єдиної думки і щодо формування таких зір. Стандартна модель зоряної еволюції не передбачає великі яскраві зорі, в яких практично не має водню. Обидві основні теорії для формування таких зір дещо екзотичні. За однією, відбувається злиття двох білих карликів, один з яких є гелієвим білим карликом, а другий — вуглецево-кисневим. У білих карликів звичайно водню дуже мало, а тому його не буде і у зорі, яка є наслідком такого злиття. Друга теорія говорить про масивну конвективну подію на початку фази горіння зовнішньої гелієвої оболонки, внаслідок якої залишок атмосферного водню перемістився всередину зорі. Можливо, що різноманітність змінних типу R Північної Корони спричинена саме різними механізмами їх формування і пов'язує їх з екстремально-гелієвими зорями та безводневими вуглецевими зорями.

## Перелік
Цей перелік містить всі змінні типу R Північної Корони, наведені у Загальному каталозі змінних зір, з коментарями, а також деякі інші приклади.
| Позначення (Назва)  | Сузір'я         | Відкривач             | Рік відкриття | Зоряна величина (макс.) | Зоряна величина (мін.) | Амплітуда | Спектральний клас | Примітка                                              |
| ------------------- | --------------- | --------------------- | ------------- | ----------------------- | ---------------------- | --------- | ----------------- | ----------------------------------------------------- |
| UX Насосу           | Насос           | Kilkenny & Westerhuys | 1990          | 11m.85                  | <18m.0                 | >6.15     | C                 |                                                       |
| S Райського Птаха   | Райський Птах   | Флемінг               | 1896          | 9m.6                    | 15m.2                  | 5,6       | C(R3)             |                                                       |
| U Водолія           | Водолій         | Петерс                | 1881          | 10m.8                   | 18m.2                  | 7,6       | C                 | можливий об'єкт Торна-Житков                          |
| UV Кассіопеї        | Кассіопея       | D'Esterre             | 1913          | 11m.8                   | 16m.5                  | 4,7       | F0Ib-G5Ib         |                                                       |
| DY Центавра         | Центавр         | Дорріт Хофляйт        | 1930          | 12m.0                   | 16m.4                  | 4,4       | C-Hd/B5-6Ie       | гаряча змінна і стає гарячішою. Можливо подвійна зоря |
| UW Центавра         | Центавр         | Генрієтта Лівітт      | 1906          | 9m.1                    | 14m.5                  | 5,4       | K                 | у змінній дзеркальній туманності                      |
| V504 Центавра       | Центавр         | МакЛеод               | 1941          | 12m.0                   | 18m.0                  | 6,0       | ?                 | рекласифікована до змінних типу YV Скульптора         |
| V803 Центавра       | Центавр         | Elvius                | 1975          | 13m.2                   | 17m.7                  | 4,5       | пекулярна         | зараз вже рекласифікована до змінних AM Гончих Псів   |
| V854 Центавра       | Центавр         | Dawes                 | 1964          | 7m.1                    | 15m.2                  | 8,1       | Ce                |                                                       |
| AE Циркуля          | Циркуль         | Генрієтта Своуп       | 1931          | 12m.2                   | 16m.0                  | 3,8       | ?                 | симбіотична зоря, а не змінна R Північної Корони      |
| V Південної Корони  | Південна Корона | Leland                | 1896          | 9m.4                    | 17m.9                  | 7,5       | C (R0)            | залізодефіцитна                                       |
| WX Південної Корони | Південна Корона | Іда Вудс              | 1928          | 10m.25                  | <15m.2                 | >4.95     | C (R5)            |                                                       |
| R Північної Корони  | Північна Корона | Едвард Піґотт         | 1795          | 5m.71                   | 14m.8                  | 9,09      | G0Iab: pe         | прототип                                              |
| V482 Лебедя         | Лебідь          | Вітні                 | 1936          | 11m.8                   | 15m.5                  | 3,7       | C-Hd              |                                                       |
| LT Дракона          | Дракон          | Серджіо Мессіна       | 2000          | 10m.8                   | 19m.0                  | 8,2       | K5III             | ймовірно належність до типу не буде підтверджена      |
| W Столової Гори     | Столова Гора    | Віллем Якоб Лейтен    | 1927          | 13m.4                   | <18m.3                 | >5.1      | F8:Ip             | розташована у Великій Магеллановій Хмарі              |
| Y Мухи              | Муха            | Генрієтта Лівітт      | 1906          | 10m.5                   | 12m.1                  | 1,6       | Fp                |                                                       |
| RT Косинця          | Косинець        | Енні Кеннон           | 1910          | 10m.6                   | 16m.3                  | 5,8       | C(R)              |                                                       |
| RZ Косинця          | Косинець        | Сергій Гапошкін       | 1952          | 10m.6                   | 13m.0                  | 2,4       | C-Hd              |                                                       |
| V409 Косинця        | Косинець        | Kazarovets            | 2011          | 11m.8                   | 19m.0                  | 7,2       | C(R)              |                                                       |
| V2552 Змієносця     | Змієносець      | Erica Hesselbach      | 2002          | 10m.5                   | 13m.6                  | 3,1       | C-Hd              |                                                       |
| SV Стріли           | Стріла          | Albitzky              | 1929          | 11m.5                   | 16m.2                  | 4,7       | C0-3,2-3(R2)      |                                                       |
| GU Стрільця         | Стрілець        | Лейтен                | 1927          | 11m.33                  | 15m.0                  | 3,67      | C(R0)             |                                                       |
| MV Стрільця         | Стрілець        | Іда Вудс              | 1928          | 12m.0                   | 16m.05                 | 6,05      | B2p(HDCe)         | гаряча змінна з металічними емісійними лініями        |
| RY Стрільця         | Стрілець        | Ернест Марквік        | 1893          | 5m.8                    | 14m.0                  | 8,2       | G0Iaep            | слабкі емісійні лінії                                 |
| VZ Стрільця         | Стрілець        | Генрієтта Лівітт      | 1904          | 10m.8                   | 15m.0                  | 4,2       | C                 |                                                       |
| V618 Стрільця       | Стрілець        | Генрієтта Своуп       | 1935          | 11m.0                   | 16m.5                  | 5,5       | Me                | ймовірна симбіотична змінна                           |
| V3795 Стрільця      | Стрілець        | Hoffleit              | 1972          | 11m.5                   | 15m.5                  | 4,0       | pec               |                                                       |
| V5639 Стрільця      | Стрілець        | Greaves               | 2007          | 11m.2                   | 13m.9                  | 2,7       | Ic                |                                                       |
| FH Щита             | Щит             | Лейтен                | 1937          | 13m.4                   | 16m.8                  | 3,4       | ?                 |                                                       |
| SU Тельця           | Телець          | Еріка Кеннон          | 1908          | 9m.1                    | 16m.86                 | 7,76      | G0-1Iep           |                                                       |
| RS Телескопа        | Телескоп        | E.F.Leland            | 1910          | 9m.6                    | 16m.5                  | 6,9       | C (R4)            |                                                       |
| Z Малої Ведмедиці   | Мала Ведмедиця  | Прісцилла Бенсон      | 1994          | 10m.8                   | 19m.0                  | 8,2       | C                 |                                                       |